# Élections législatives luxembourgeoises de 1905
Les élections législatives de 1905 ont eu lieu au scrutin indirect le 13 juin 1905 afin de renouveler vingt-et-un des quarante-huit membres de la Chambre des députés. 

## Composition de la Chambre des députés
| Circonscription | Sièges | Députés                         |
| --------------- | ------ | ------------------------------- |
| Capellen        | 3      | Edouard Hemmer (lb)             |
| Capellen        | 3      | Guillaume Jeitz (lb)            |
| Capellen        | 3      | Jacques Schmitz (lb)            |
| Clervaux        | 3      | Nicolas Cariers                 |
| Clervaux        | 3      | Émile Prüm (lb)                 |
| Clervaux        | 3      | Jean-Pierre Jérôme Thinnes (lb) |
| Diekirch        | 4      | Frédéric François               |
| Diekirch        | 4      | Nicolas Meris                   |
| Diekirch        | 4      | Joseph Neumann                  |
| Diekirch        | 4      | Pierre Pemmers (lb)             |
| Grevenmacher    | 3      | Philippe Bech (lb)              |
| Grevenmacher    | 3      | Jean-Baptiste Didier (lb)       |
| Grevenmacher    | 3      | Félix Putz (lb)                 |
| Luxembourg      | 4      | Alphonse München                |
| Luxembourg      | 4      | Luc Housse                      |
| Luxembourg      | 4      | Robert Brasseur (lb)            |
| Luxembourg      | 4      | Jean-Pierre Probst              |
| Redange         | 3      | Félix Bian                      |
| Redange         | 3      | Jean Orianne                    |
| Redange         | 3      | Pierre Schiltz (lb)             |
| Vianden         | 1      | Nicolas-Victor Hess             |